# Herminia leechi
Herminia leechi är en fjärilsart som beskrevs av South 1905. Herminia leechi ingår i släktet Herminia och familjen nattflyn. Inga underarter finns listade i Catalogue of Life.